# Endecatominae
Endecatominae jsou podčeleď brouků z čeledi Bostrichidae, kteří dříve patřili do samostatné čeledi Endecatomidae.

## Taxonomie
- rod Endecatomus Mellié, 1847
  - druh Endecatomus reticulatus Herbst, 1793